# Горан Милисављевић
Горан Милисављевић (Сарајево, 18. новембра 1963) српски је музичар.

## Биографија
Од 1971. живи и ради у Београду.
Своју музичку каријеру започео је у демо групи Пут на исток. Године 1986. заједно са Звонимиром Ђукићем – Ђулетом основао је рок групу Ван Гог, у којој је певао на првом албуму. Аутор је свих текстова и делимично музике са првог, као и неколико текстова и музике са другог албума групе Ван Гог ("Неко те има ноћас“, „Трагови прошлости“, „Свет је мој“, итд).
Након одласка из групе Ван Гог, певао је у саставима Зелено лице и Курајбери. Током вишегодишњег прекида певачке каријере бавио се студијским радом, где се појављивао у улози сниматеља и продуцента. Као сниматељ, учествовао је на албумима групе Негатив, Слађане Милошевић, Ане Станић, док је као продуцент потписан на концертном албуму групе Sunshine и до сада једином студијском албуму групе X-Centar.
Од 1999. године бави се програмирањем и продукцијом видео-игара. Учествовао је у продукцији две домаће видео-игре — "Will of Steel" и "Genesis Rising", радећи на позицији менаџера пројекта. Учествовао у изради игре "XCOM: Enemy Unknown".
Године 2011. основао је рок групу Магнет у којој је и даље активан као певач, гитариста, текстописац и композитор. Група Магнет је објавила један спот, за песму ГЛАД https://www.youtube.com/watch?v=0G3ZHmqEu_8
Током 2014. године отвара школу певања ARTIST и GOTAM продукцију. Током 2018. пише препев песме "I Go To Sleep", групе Pretenders.https://www.youtube.com/watch?v=oMr2pz_6Kf0